# Sonora
Sonora jedna je od 31 saveznih država Meksika, smještena u sjeverozapadnom dijelu zemlje, na obali Kalifornijskog zaljeva. Država se prostire na 182.052 km², u njoj živi 2.499.263 stanovnika (2009), a glavni grad je Hermosillo.
Sonora je okružena meksičkim saveznim državama Chihuahua na istoku, Sinaloa na jugu, Baja California na zapadu, dok na sjeveru graniči na američkim saveznim državama Arizona i New Mexico.

## Općine
- Aconchi
- Agua Prieta
- Alamos
- Altar
- Arivechi
- Arizpe
- Atil
- Bacadéhuachi
- Bacanora
- Bacerac
- Bacoachi
- Bácum
- Banámichi
- Baviácora
- Bavispe
- Benito Juárez
- Benjamín Hill
- Caborca
- Cajeme
- Cananea
- Carbó
- Cucurpe
- Cumpas
- Divisaderos
- Empalme
- Etchojoa
- Fronteras
- General Plutarco Elías Calles
- Granados
- Guaymas
- Hermosillo
- Heroica Nogales
- Huachinera
- Huásabas
- Huatabampo
- Huépac
- Imuris
- La Colorada
- Magdalena
- Mazatán
- Moctezuma
- Naco
- Nácori Chico
- Nacozari de García
- Navojoa
- Onavas
- Opodepe
- Oquitoa
- Pitiquito
- Puerto Peñasco
- Quiriego
- Rayón
- Rosario
- Sahuaripa
- San Felipe de Jesús
- San Ignacio Río Muerto
- San Javier
- San Luis Río Colorado
- San Miguel de Horcasitas
- San Pedro de la Cueva
- Santa Ana
- Santa Cruz
- Sáric
- Soyopa
- Suaqui Grande
- Tepache
- Trincheras
- Tubutama
- Ures
- Villa Hidalgo
- Villa Pesqueira
- Yécora